# Sint-Hilariuskerk (Wevelgem)

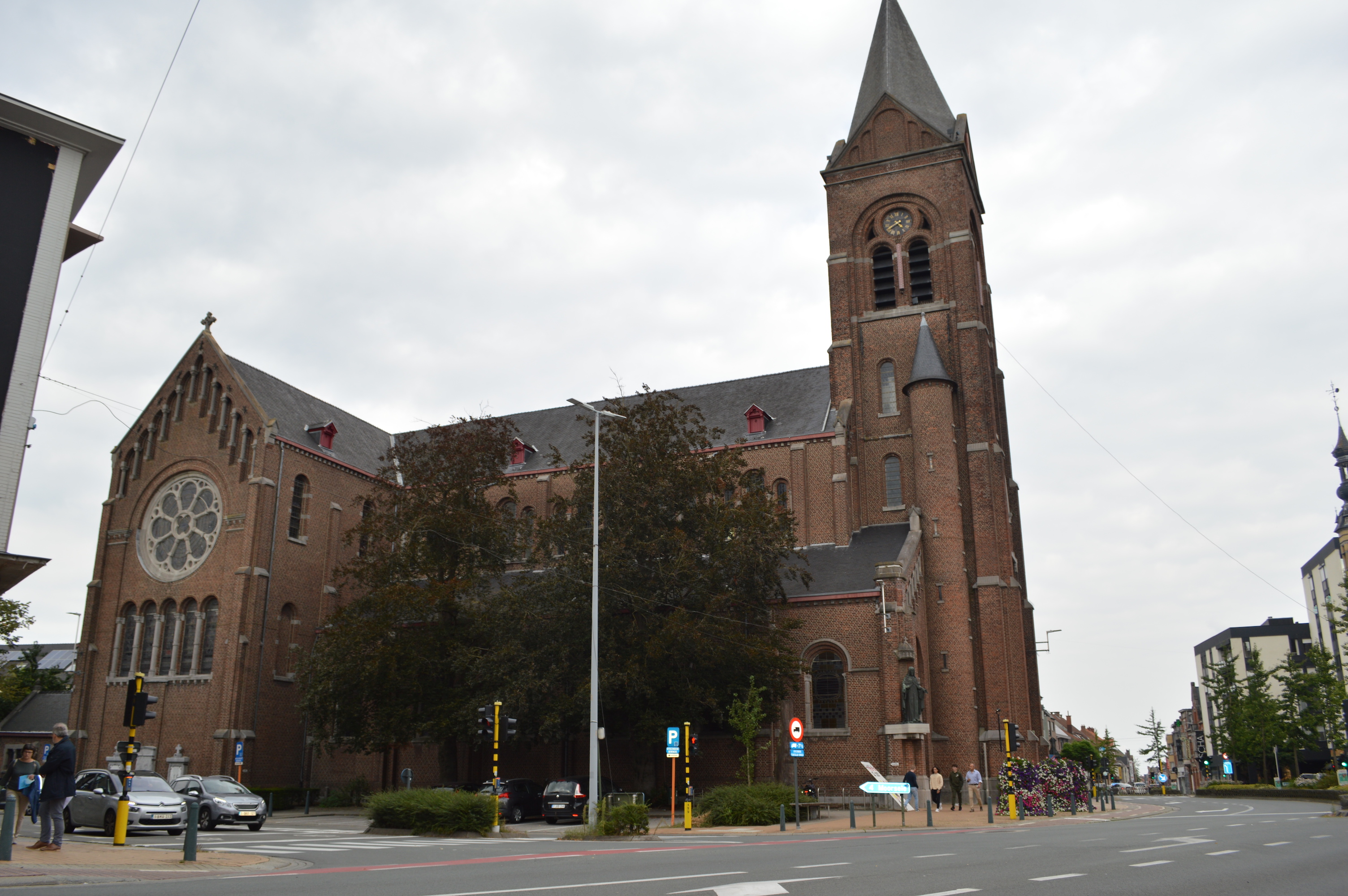
Sint-Hilariuskerk

De Sint-Hilariuskerk is de voornaamste parochiekerk van de West-Vlaamse plaats Wevelgem, gelegen aan de Grote Markt.

## Geschiedenis
Een kerkgebouw te Wevelgem werd voor het eerst vermeld in 1222. Het patronaatsrecht berustte bij de Sint-Maartensabdij van Doornik. Vermoedelijk betrof het een driebeukige basilicale kerk. In 1578 werd deze kerk door beeldenstormers in brand gestoken en bleef 20 jaar als ruïne staan. Daarna volgde herstel. In 1773 werd de kerk vergroot, evenals in 1832. Tot dit jaar bleef de onderbouw van de romaanse toren nog bestaan.
In 1877 werd de kerk afgebroken om door een nieuw bouwwerk vervangen te worden. Naar ontwerp van Pierre Nicolas Croquison werd deze nieuwe kerk gebouwd van 1880-1882. Jules Carette ontwierp in 1907 de torenspits. Deze werd op 25 mei 1940 door het Belgische leger kapotgeschoten en in 1954 hersteld.

## Gebouw
Het betreft een driebeukige basilicale kruiskerk, uitgevoerd in baksteen en in neoromaanse stijl. Het koor heeft een vijfzijdige sluiting en de zijbeuken hebben een halfronde afsluiting. De kerk is niet georiënteerd.

## Interieur
Het neoromaanse meubilair uit de tijd van de bouw bleef goed bewaard. De kerk bezit een relikwie van de Heilige Doorn, welke wordt aangeroepen tegen hoofdpijn en dergelijke. Deze relikwie is afkomstig van de Guldenbergabdij.